# Sân vận động điền kinh thành phố New Clark
Sân vận động điền kinh thành phố New Clark (tiếng Anh: New Clark City Athletics Stadium) là một sân vận động đa năng nằm ở Thành phố New Clark tại Capas, Tarlac, Philippines. Đây là địa điểm chính của Khu liên hợp thể thao Thành phố New Clark, một phần của Trung tâm hành chính chính phủ quốc gia. Sân đã tổ chức các sự kiện môn thi đấu điền kinh và lễ bế mạc Đại hội Thể thao Đông Nam Á 2019.

## Xây dựng
Việc xây dựng toàn bộ Trung tâm Thể thao Thành phố New Clark, bao gồm cả Sân vận động điền kinh, bắt đầu vào ngày 25 tháng 4 năm 2018 với một buổi lễ đổ xi măng. Chi phí của sân vận động bao gồm cả sân tập đường chạy hình bầu dục gần đó và một sân tập các môn thể thao ném có giá khoảng 4 tỷ peso. Đến đầu tháng 7 năm 2019, sân vận động đã hoàn thành 98% và đường chạy hình bầu dục đã có sẵn để sử dụng cho các vận động viên Philippines.
Sân vận động gần như được hoàn thành vào ngày 1 tháng 9 năm 2019. Sự kiện đầu tiên được tổ chức vào ngày hôm đó tại sân vận động này là vòng chung kết lượt đi hàng tuần của Hiệp hội điền kinh Philippines, một giải đấu vòng loại dành cho các vận động viên để đại diện cho Philippines tham dự Đại hội Thể thao Đông Nam Á 2019. Việc xây dựng sân vận động được hoàn thành vào ngày 12 tháng 10 năm 2019, tức 50 ngày trước khi khai mạc Đại hội Thể thao Đông Nam Á 2019.

## Kiến trúc và thiết kế
Công ty kiến trúc địa phương, Budji + Royal Architecture + Design, đã được Cơ quan chuyển đổi và phát triển cơ sở ủy quyền làm việc trên Khu liên hợp thể thao Thành phố New Clark. Đây là lần đầu tiên Budji + Royal Architecture + Design làm việc trong một dự án cơ sở thể thao và công ty đầu tiên tham gia vào dự án đã tham khảo các hướng dẫn kỹ thuật do Liên đoàn điền kinh quốc tế đặt ra cho sân vận động điền kinh.
Bản thân thiết kế sân vận động điền kinh bắt nguồn từ Núi Pinatubo, với các trụ và mặt tiền được làm từ dung nham hoặc các mảnh tro tàn từ các vụ phun trào núi lửa. Đường mái che hình vòng cung của sân được làm giống miệng núi lửa và được giữ bởi một loạt các tán uốn lượn. Mặt tiền chính hoặc lối vào chính được trang trí bằng khung kính, và các cột trụ của sân được sơn màu cam để tượng trưng cho cảnh hoàng hôn của địa phương. Bóng của sơn chống ăn mòn, do hãng Jotun của Na Uy cung cấp, được cấp bằng sáng chế và có nhãn hiệu là "B + R Active Orange". Các cột trụ, được lấy cảm hứng từ khung của parol, hỗ trợ cấu trúc chỗ ngồi của sân vận động cũng như mái che của sân.
Sân vận động có kiến trúc mở và mái che được nâng lên như một biện pháp khắc phục chống lại khí hậu nhiệt đới và ẩm ướt của địa phương. Cấu trúc được thông gió hơn nữa bằng các đường hầm gió và mái che hình bầu dục cách nhiệt của sân. Không có cột chống nào cản trở tầm nhìn về phía trung tâm của sân vận động từ khu vực chỗ ngồi của sân với đèn được treo ở sàn catwalk trên vòm của sân.
Kiến trúc sư chính Royal Pineda mô tả kết quả của cách tiếp cận trong việc thiết kế sân vận động và phần còn lại của khu liên hợp thể thao là một "sự sang trọng thực tế" hoặc sự sai lệch so với việc dựa vào các vật liệu đắt tiền để tạo ra một sân vận động sang trọng. Trần mở cho phép lắp đặt các tiện ích bổ sung mà không cần tháo dỡ tấm trần của sân vận động hoặc thực hiện bất kỳ công việc sơn lại nào. Các khung kết cấu và bê tông dung nham được cố tình không sơn để dễ bảo trì. Sân vận động và các cơ sở xung quanh cũng được thiết kế để có thể chịu được những trận động đất lên tới 8,9 độ richter. Khái niệm "sang trọng thực tế" cũng được mô tả là tối đa hóa không gian sử dụng của cơ sở.
Sân vận động đã được đề cử cho Giải thưởng Ban giám khảo Sân vận động năm 2019 của StadiumDB.com, một cơ sở dữ liệu trực tuyến về các sân vận động. Sân vận động Thành phố New Clark nằm trong số mười sân vận động lọt vào danh sách được xem xét cho giải thưởng.

## Cơ sở hạ tầng

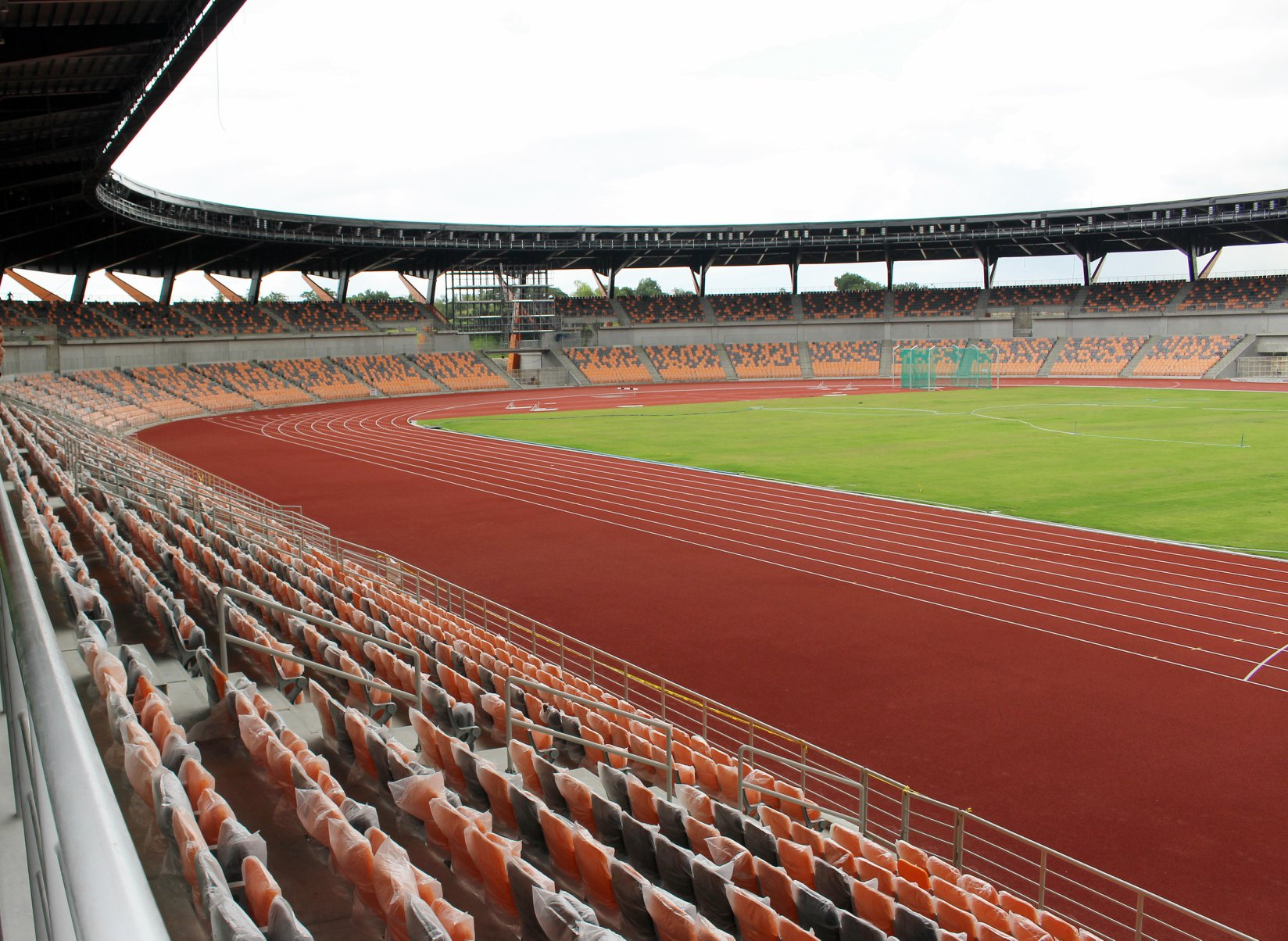
Bên trong sân vận động

Sân vận động nằm trên diện tích 25.000 m2 (270.000 foot vuông) có sức chứa 20.000 chỗ ngồi và có 21 hàng ghế.
Sân được xếp loại là Cơ sở Điền kinh Hạng 1A được chứng nhận bởi Liên đoàn điền kinh quốc tế, là cơ sở điền kinh đầu tiên ở Philippines được xếp loại này. Sân vận động này cũng có đường chạy điền kinh tiêu chuẩn chín làn 400 m (1.300 ft). Đường chạy bằng cao su được cung cấp bởi Polytan. Sân vận động cũng được lắp đặt máy thu thanh cho phép đo các vận động viên thi đấu tại địa điểm thông qua tính giờ RFID. Một đường chạy ngoài trời gần sân vận động dùng để khởi động cũng được trang bị công nghệ tương tự.
Sân cũng sẽ có một sân bóng đá cỏ tự nhiên mà theo nhà phát triển AlloyMTD sẽ đáp ứng các tiêu chuẩn FIFA.
Một khu vực khởi động cũng được lắp đặt bên trong sân vận động với thiết bị do Technogym cung cấp và đường chạy cao su trong nhà cũng do Polytan cung cấp.

## Sử dụng
Sân vận động có thể được sử dụng để tổ chức các sự kiện thể thao khác nhau bao gồm điền kinh, và bóng đá, và cả các buổi hòa nhạc. Sân đã tổ chức lễ bế mạc Đại hội Thể thao Đông Nam Á 2019.

## Hình ảnh

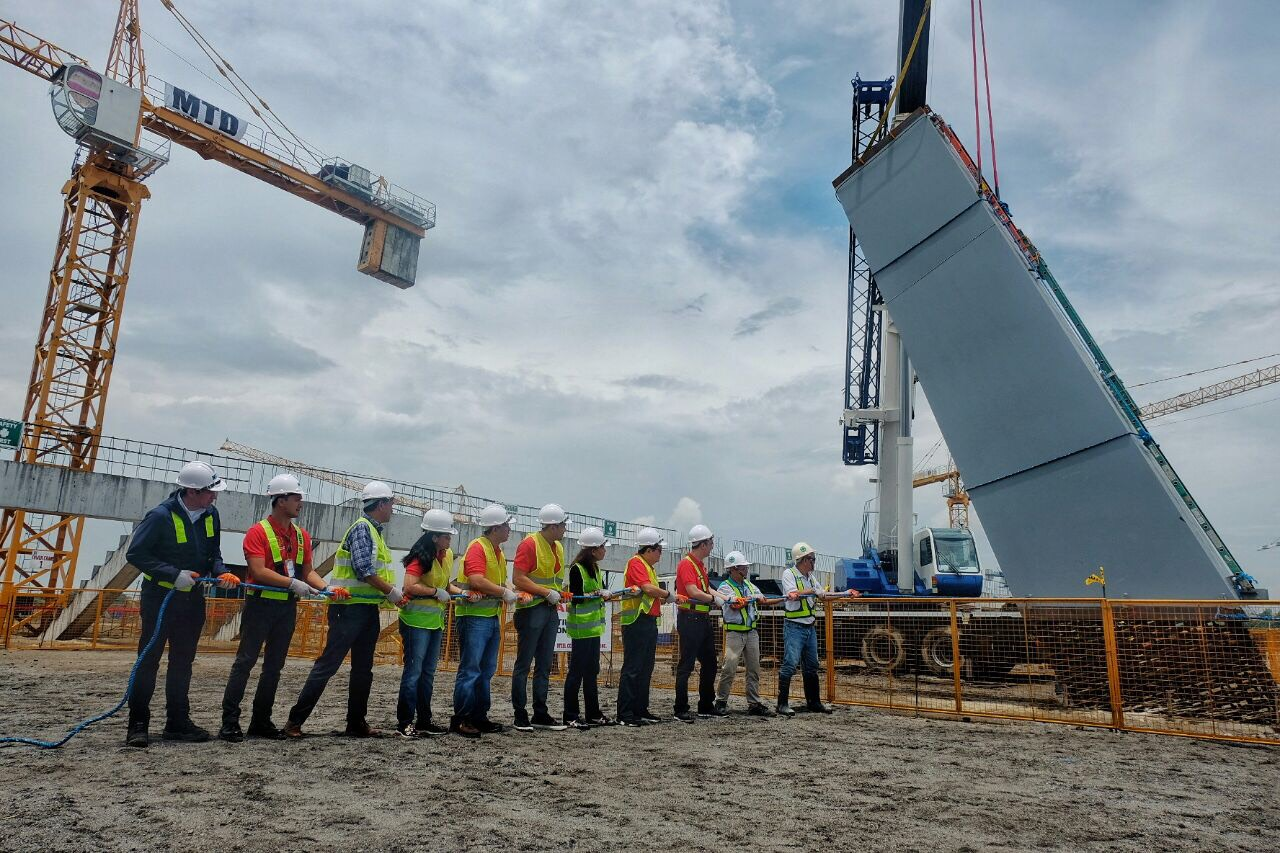
Lắp đặt cột composite của sân vận động điền kinh (tháng 7 năm 2018)
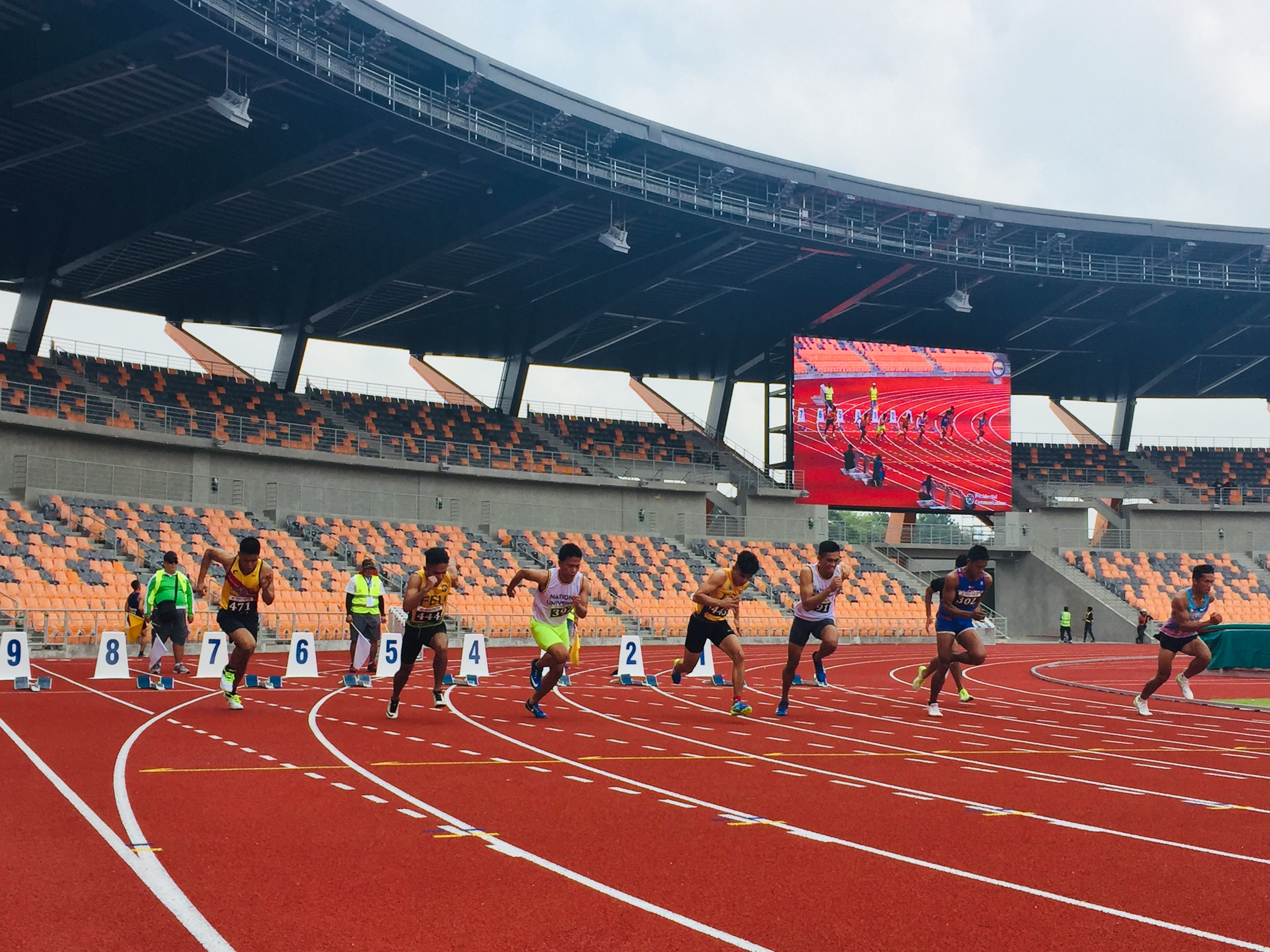
Trận chung kết tiếp sức hàng tuần của PATAFA được tổ chức tại sân vận động điền kinh (1 tháng 9 năm 2019)
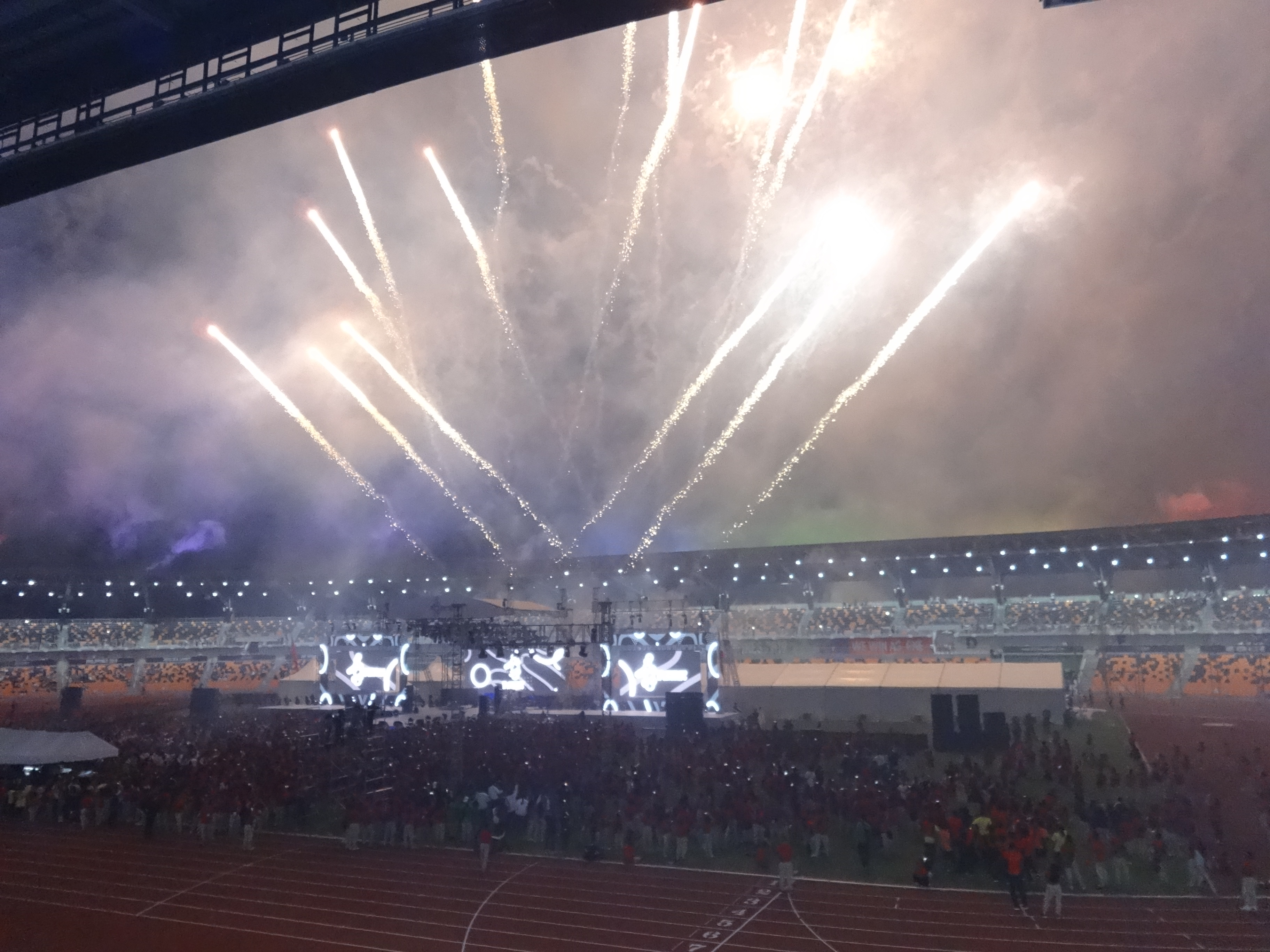
Pháo hoa trong lễ bế mạc Đại hội Thể thao Đông Nam Á 2019
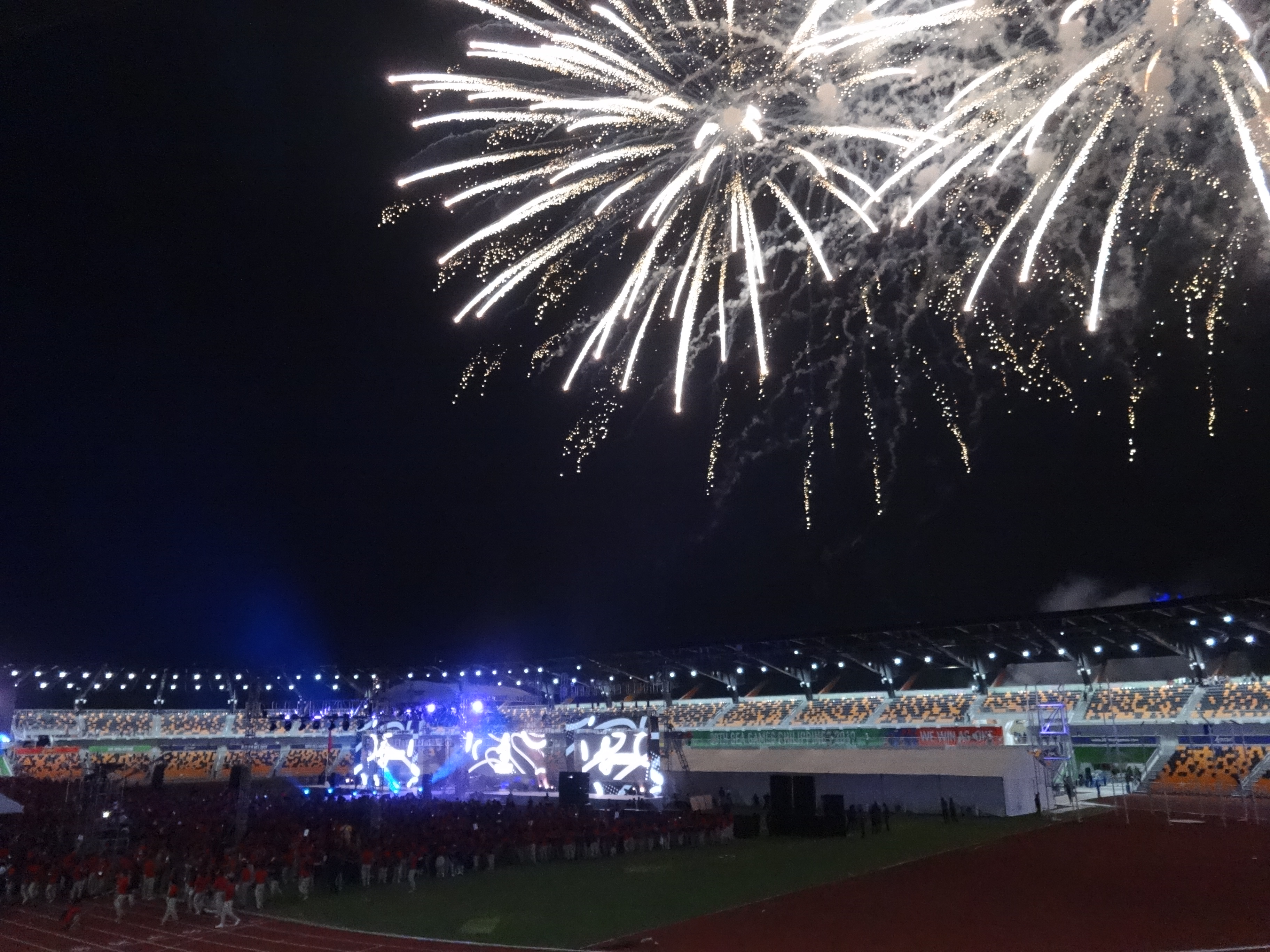
Pháo hoa sau buổi biểu diễn của Black Eyed Peas tại lễ bế mạc Đại hội Thể thao Đông Nam Á 2019